# Memories (當山みれいの曲)
「Memories」(メモリーズ) は、當山みれいの2枚目のシングル。2014年10月1日にMASTERSIX FOUNDATIONより発売。

## 概要
- CD+DVDの1形態のみのリリースである。
- 発売に先駆けて表題曲である「Memories」が2014年8月25日より先行配信された。
- MVの振付は、當山のダンスの先生でもあるFISHBOYが担当した。
- カップリングの「DON'T CRY, LINE ME」は、LINEの公式アカウントでON-AIR機能を使い“お悩み相談”を受け付け、集まった悩みを元に作った楽曲である[1]。また本作のリリースイベントで各地の会場を周る際にお悩み相談の出張企画として、イベントに来たファンが交換日記ノートに悩みを記入し次の会場のファンがその悩みに答えるという“DON'T CRY, 日記 ME project”も行った。
- 2015年4月1日にはエイプリルフールのウソ企画として、Pen & Pixel（英語版）がデザインを手掛けたジャケットで再発が決定したという内容で公式Twitter上に画像がアップロードされた[2]。

## 収録曲

### CD
1. Memories
  - 作詞・作曲：當山みれい / 編曲：村山晋一郎
2. DON'T CRY, LINE ME
  - 作詞・作曲：當山みれい / 編曲：村山晋一郎

デモ曲として公開された時点でのタイトルは「LINE ME (DEMO)」
3. Just You
  - 作詞・作曲：當山みれい / 編曲：3rd Productions

日本テレビ系「ぐるぐるナインティナイン」2014年7 - 9月度エンディングテーマ
4. Memories (Nao Tanaka Remix)
  - 作詞・作曲：當山みれい / 編曲：田中直
5. DON'T CRY, LINE ME (T.O.M. Remix)
  - 作詞・作曲：當山みれい / 編曲：Tomokazu “T.O.M” Matsuzawa
6. Just You (HABANERO POSSE Remix)
  - 作詞・作曲：當山みれい / 編曲：HABANERO POSSE
7. あの日にかえりたい
  - 作詞・作曲：荒井由実 / 編曲：村山晋一郎

荒井由実のカバー。
8. 瞳をとじて
  - 作詞・作曲：平井堅 / 編曲：KENTZ

平井堅のカバー。

### DVD
1. Memories -Music Video-